# Gooswinus Gerardus Akersloot
Gooswinus Gerardus Akersloot (Drunen, 10 juni 1843 - Vlieland, 16 oktober 1929) was een Nederlandse burgemeester en honorair consul van Noorwegen en Zweden.

## Leven en werk
Akersloot werd in 1843 in Drunen geboren als zoon van de predikant Abraham Hendrik Akersloot en Hendrika Catharina Oudorp Kortebrant. Hij werd in juni 1875 benoemd tot burgemeester van Hoevelaken en de maand daarop ook tot secretaris van deze gemeente. Beide functies vervulde hij zeven jaar tot 1 maart 1882 toen hem, op eigen verzoek, eervol ontslag werd verleend. Op 17 oktober 1882 trouwde hij in Den Haag met de weduwe Helena Margaretha Gerritzen, hotelhoudster te Scheveningen. Zijn vrouw was de eigenaresse van hotel Rauch in Den Haag, waar de schilder Hendrik Willem Mesdag een atelier had. Daar leerde hij zijn tweede vrouw kennen, de kunstschilderes Betzy Rezora Berg, een leerlinge van Mesdag. Na het overlijden van zijn eerste vrouw in 1891 hertrouwde hij op 2 maart 1893 te Papendrecht met Betzy Berg. Drie jaar later vestigden zij zich in het oudste huis op Vlieland, een huis van de vroegere admiraliteit. Zij noemden hun nieuwe huis het Tromp’s Huys, naar de admiraal Cornelis Tromp. Akersloot was Noors honorair consul op Vlieland van 21 februari 1906 tot 24 april 1925. Het consulaat op Vlieland werd opgeheven op 22 juni 1925.
Voor zijn vrouw werd bij het huis een atelier gebouwd, waar ze tot haar overlijden in 1922 schilderde. Akersloot overleed in oktober 1929 zeven jaar later op 86-jarige leeftijd op Vlieland. 

## Museum Tromp's Huys
Na zijn overlijden werd de inventaris van het huis geërfd door de huishoudster Jet Visser. In de jaren vijftig van de twintigste eeuw werden huis en inboedel door de gemeente Vlieland gekocht. Na de restauratie werd het gebouw op 15 juni 1960 geopend als het Museum Tromp's Huys. Tot de collectie behoren naast de schilderijen van Betzy Berg ook de door het echtpaar Akersloot-Berg verzamelde kunst en antiek.